# Сибірячиха
Сибірячи́ха (рос. Сибирячиха) — село у складі Солонешенського району Алтайського краю, Росія. Адміністративний центр Сибірячихинської сільської ради.

## Населення
Населення — 768 осіб (2010; 920 у 2002).
Національний склад (станом на 2002 рік):
- росіяни — 98 %